# Лушников, Андрей Олегович
Андре́й Оле́гович Лу́шников (1 января 1975, Прага) — советский и российский футболист.

## Карьера
Воспитанник школы футбольного мастерства города Москвы. В 1991 перешёл в московский «Спартак», однако сыграл лишь один матч за дублирующий состав, в 1992 провёл три матча за «Спартак»-д во Второй лиге, после чего перешёл «Асмарал». В «Асмарале» он провёл лишь две игры в высшей лиге, играя в основном за фарм-клуб («Пресня»/«Асмарал»-д), за который провёл 46 игр и забил 4 мяча во Второй лиге. С 1994 по 1997 играл в Третьей лиге за «Динамо»-д из Москвы. В 1997 играл за махачкалинский «Анжи» в Первом дивизионе. В 1998 играл за «Самотлор-XXI» Нижневартовск — команду Второго дивизиона.